# Solar Physics (revista)
Solar Physics és una revista científica avaluada per experts publicada mensualment per Springer Science+Business Media. Els redactors en cap són Lidia van Driel-Gesztelyi (diverses afiliacions), John Leibacher (National Solar Observatory i Institut d'Astrophysique Spatiale), Cristina Mandrini (Universitat de Buenos Aires) i Iñigo Arregui (Institut Astrofísic de les Illes Canàries).

## Àmbit i història
El focus d'aquesta revista és la recerca bàsica sobre el Sol i cobreix tots els aspectes de la física solar. La cobertura temàtica inclou la física solar-terrestre i la recerca estel·lar si es refereix al focus d'aquesta revista. Els formats de publicació inclouen manuscrits habituals, ressenyes convidades, memòries convidades i col·leccions d'actualitat. Solar Physics va ser fundada el 1967 pels físics solars Cornelis de Jager i Zdeněk Švestka, i l'editor D. Reidel.

## Resum i indexació
Aquesta revista està indexada pels serveis següents:
- Science Citation Index
- Scopus
- INSPEC
- Chemical Abstracts Service
- Current Contents/Physical, Chemical & Earth Sciences
- GeoRef
- Journal Citation Reports
- SIMBAD